# Prva slovenska nogometna liga 1998-1999
La Prva slovenska nogometna liga 1998-1999 (in lingua italiana: Primo campionato calcistico sloveno 1998-1999), abbreviata in 1. SNL 1998-1999, è stata la ottava edizione della massima serie del campionato di calcio sloveno, disputata tra il 2 agosto 1998 e il 13 giugno 1999 e conclusa con la vittoria del Maribor Teatanic, al suo terzo titolo.
Capocannoniere del torneo fu Novica Nikčevič (SCT Olimpia Lubiana) con 17 reti.
Nel ranking UEFA 1998-99, la 1. SNL si piazzò al 28º posto (28º nel quinquennale 1994-1999).

## Formula
Il numero di squadre partecipanti passò dalle 10 della passata stagione alle 12 di quella attuale; esse disputarono un turno di andata-ritorno-andata per un totale di 33 partite con le ultime due classificate retrocesse in Druga slovenska nogometna liga.
Le squadre qualificate alle coppe europee furono cinque: i campioni alla UEFA Champions League 1999-2000, la seconda classificata e la vincitrice della coppa nazionale alla Coppa UEFA 1999-2000 e due ulteriori club alla Coppa Intertoto 1999.

## Squadre partecipanti
| Squadra                   | Città         | Stadio                       | Stagione 1997-98 | Stagione 1997-98 |
| Squadra                   | Città         | Stadio                       | Pos.             | Divisione        |
| ------------------------- | ------------- | ---------------------------- | ---------------- | ---------------- |
| Maribor Teatanic          | Maribor       | Stadion Ljudski vrt          | 1°               | 1. SNL           |
| Mura                      | Murska Sobota | Stadio Fazanerija            | 2º               | 1. SNL           |
| HIT Gorica                | Nova Gorica   | Stadio Športni Park          | 3°               | 1. SNL           |
| Primorje                  | Aidussina     | Mestni stadion               | 4°               | 1. SNL           |
| SCT Olimpija Ljubljana    | Lubiana       | Stadio Bežigrad              | 5°               | 1. SNL           |
| Protonavto Publikum       | Celje         | Stadion Skalna klet          | 6°               | 1. SNL           |
| Rudar Velenje             | Velenje       | Stadio ob Jezeru             | 7°               | 1. SNL           |
| Nova Oprema Korotan Suvel | Prevalje      | Stadion na Prevaljah         | 8°               | 1. SNL           |
| Potrošnik Beltinci        | Beltinci      | Športni park                 | 9°               | 1. SNL           |
| Živila Triglav            | Kranj         | Športni Center Stanko Mlakar | 1°               | 2. SNL           |
| Koper                     | Capodistria   | Stadio Bonifika              | 2º               | 2. SNL           |
| BS Tehnik Domžale         | Domžale       | Športni park                 | 3°               | 2. SNL           |

## Classifica
|                     | Pos. | Squadra          | Pt | G  | V  | N  | P  | GF | GS | DR  |
| ------------------- | ---- | ---------------- | -- | -- | -- | -- | -- | -- | -- | --- |
| Slovenia (bandiera) | 1.   | Maribor          | 66 | 33 | 19 | 9  | 5  | 72 | 29 | +43 |
|                     | 2.   | Gorica           | 62 | 33 | 18 | 8  | 7  | 55 | 31 | +24 |
|                     | 3.   | Rudar Velenje    | 56 | 33 | 16 | 8  | 9  | 43 | 33 | +10 |
|                     | 4.   | Mura             | 53 | 33 | 16 | 5  | 12 | 53 | 35 | +18 |
|                     | 5.   | Korotan Prevalje | 48 | 33 | 14 | 6  | 13 | 44 | 45 | −1  |
|                     | 6.   | Olimpia Lubiana  | 44 | 33 | 12 | 8  | 13 | 54 | 50 | +4  |
|                     | 7.   | Celje            | 42 | 33 | 10 | 12 | 11 | 30 | 35 | −5  |
|                     | 8.   | Domžale          | 41 | 33 | 10 | 11 | 12 | 40 | 49 | −9  |
|                     | 9.   | Primorje         | 40 | 33 | 11 | 7  | 15 | 39 | 45 | −6  |
|                     | 10.  | Beltinci         | 36 | 33 | 10 | 6  | 17 | 41 | 62 | −21 |
|                     | 11.  | Koper            | 32 | 33 | 8  | 8  | 17 | 34 | 61 | −27 |
|                     | 12.  | Triglav          | 25 | 33 | 5  | 10 | 18 | 28 | 58 | −30 |
| Fonte: wildstat.com |      |                  |    |    |    |    |    |    |    |     |

Legenda:
      Campione di Slovenia e qualificato alla UEFA Champions League 1999-2000
      Qualificato alla Coppa UEFA 1999-2000.
      Ammesso alla Coppa Intertoto UEFA 1999.
      Retrocesso in 2. SNL 1999-2000.
Regolamento:
Tre punti a vittoria, uno a pareggio, zero a sconfitta.

## Risultati
|                     | Mar  | Gor  | Rud  | Mur  | Kor  | Oli  | Cel  | Dom  | Pri  | Bel  | Kop  | Tri  |
| ------------------- | ---- | ---- | ---- | ---- | ---- | ---- | ---- | ---- | ---- | ---- | ---- | ---- |
| Maribor             | –––– | 1–0  | 1–0  | 4–1  | 3–0  | 3–1  | 2–2  | 4–0  | 1–1  | 5–1  | 2–2  | 3–2  |
| Maribor             | –––– | 2–0  | 3–0  | –    | –    | 5–0  | –    | 1–1  | –    | 1–1  | 5–0  | –    |
| Gorica              | 2–5  | –––– | 2–1  | 3–1  | 1–0  | 4–1  | 3–0  | 3–0  | 2–1  | 3–1  | 3–1  | 3–1  |
| Gorica              | –    | –––– | –    | 4–1  | 3–0  | –    | 0–1  | –    | 1–1  | 3–0  | –    | 0–0  |
| Rudar               | 2–0  | 3–0  | –––– | 2–2  | 2–0  | 1–2  | 0–0  | 1–3  | 4–1  | 2–0  | 2–1  | 1–0  |
| Rudar               | –    | 1–1  | –––– | –    | 1–2  | –    | 2–1  | –    | 4–3  | 2–1  | –    | 3–1  |
| Mura                | 1–0  | 0–1  | 0–0  | –––– | 4–0  | 0–0  | 0–1  | 6–0  | 2–1  | 3–0  | 6–2  | 4–0  |
| Mura                | 0–2  | –    | 4–0  | –––– | –    | 2–0  | –    | 1–2  | –    | 1–2  | 1–0  | –    |
| Korotan             | 1–4  | 0–0  | 1–1  | 1–1  | –––– | 2–1  | 1–1  | 0–1  | 2–1  | 5–0  | 3–0  | 1–0  |
| Korotan             | 1–0  | –    | –    | 1–2  | –––– | 0–3  | –    | 0–0  | –    | 2–0  | 1–2  | –    |
| Olimpia             | 1–4  | 2–1  | 0–0  | 0–1  | 3–4  | –––– | 3–0  | 5–0  | 1–0  | 1–0  | 2–3  | 1–1  |
| Olimpia             | –    | 0–1  | 1–1  | –    | –    | –––– | 2–3  | –    | 1–0  | 6–0  | –    | 4–1  |
| Celje               | 0–0  | 2–1  | 0–0  | 0–1  | 1–1  | 0–2  | –––– | 0–0  | 3–0  | 0–1  | 0–1  | 1–0  |
| Celje               | 0–0  | –    | –    | 3–1  | 1–0  | –    | –––– | –    | –    | –    | 1–0  | 2–2  |
| Domžale             | 2–2  | 1–1  | 0–1  | 0–1  | 1–3  | 0–3  | 2–2  | –––– | 3–1  | 3–0  | 4–0  | 0–0  |
| Domžale             | –    | 0–0  | 0–1  | –    | –    | 2–2  | 2–1  | –––– | 4–1  | –    | –    | –    |
| Primorje            | 0–1  | 0–2  | 2–0  | 2–1  | 3–2  | 3–0  | 0–0  | 0–0  | –––– | 2–1  | 0–1  | 5–1  |
| Primorje            | 1–0  | –    | –    | 0–1  | 1–4  | –    | 2–1  | –    | –––– | –    | –    | 1–1  |
| Beltinci            | 1–2  | 2–2  | 0–2  | 2–0  | 2–1  | 2–0  | 4–1  | 2–0  | 1–1  | –––– | 2–2  | 4–1  |
| Beltinci            | –    | –    | –    | –    | –    | –    | 0–1  | 3–3  | 0–2  | –––– | 2–2  | 5–1  |
| Koper               | 2–1  | 2–3  | 1–0  | 0–3  | 0–1  | 1–1  | 1–1  | 3–1  | 0–2  | 0–1  | –––– | 0–2  |
| Koper               | –    | 0–0  | 0–2  | –    | –    | 3–3  | –    | 0–4  | 0–1  | –    | –––– | –    |
| Triglav             | 2–2  | 0–2  | 0–1  | 0–0  | 1–2  | 2–2  | 1–0  | 1–0  | 0–0  | 2–0  | 1–1  | –––– |
| Triglav             | 1–3  | –    | –    | 2–1  | 1–2  | –    | –    | 0–1  | –    | –    | 0–3  | –––– |
| Fonte: wildstat.com |      |      |      |      |      |      |      |      |      |      |      |      |

## Statistiche

### Classifica marcatori
| Pos. | Giocatore         | Squadra       | Reti |
| ---- | ----------------- | ------------- | ---- |
| 1    | Novica Nikčević   | Gorica        | 17   |
| 2    | Kliton Bozgo      | Maribor       | 15   |
| 2    | Issah Moro        | Beltinci      | 15   |
| 4    | Živojin Vidojević | Rudar Velenje | 12   |
| 4    | Dalibor Filipović | Maribor       | 12   |
| 6    | Dean Baranja      | Mura          | 10   |
| 6    | Ivica Vulič       | Primorje      | 10   |
| 8    | Janez Mrak        | Domžale       | 9    |
| 8    | Saša Jakomin      | Koper         | 9    |
| 8    | Goran Gutalj      | Mura          | 9    |